# Maria Amalie von Sachsen (1757–1831)

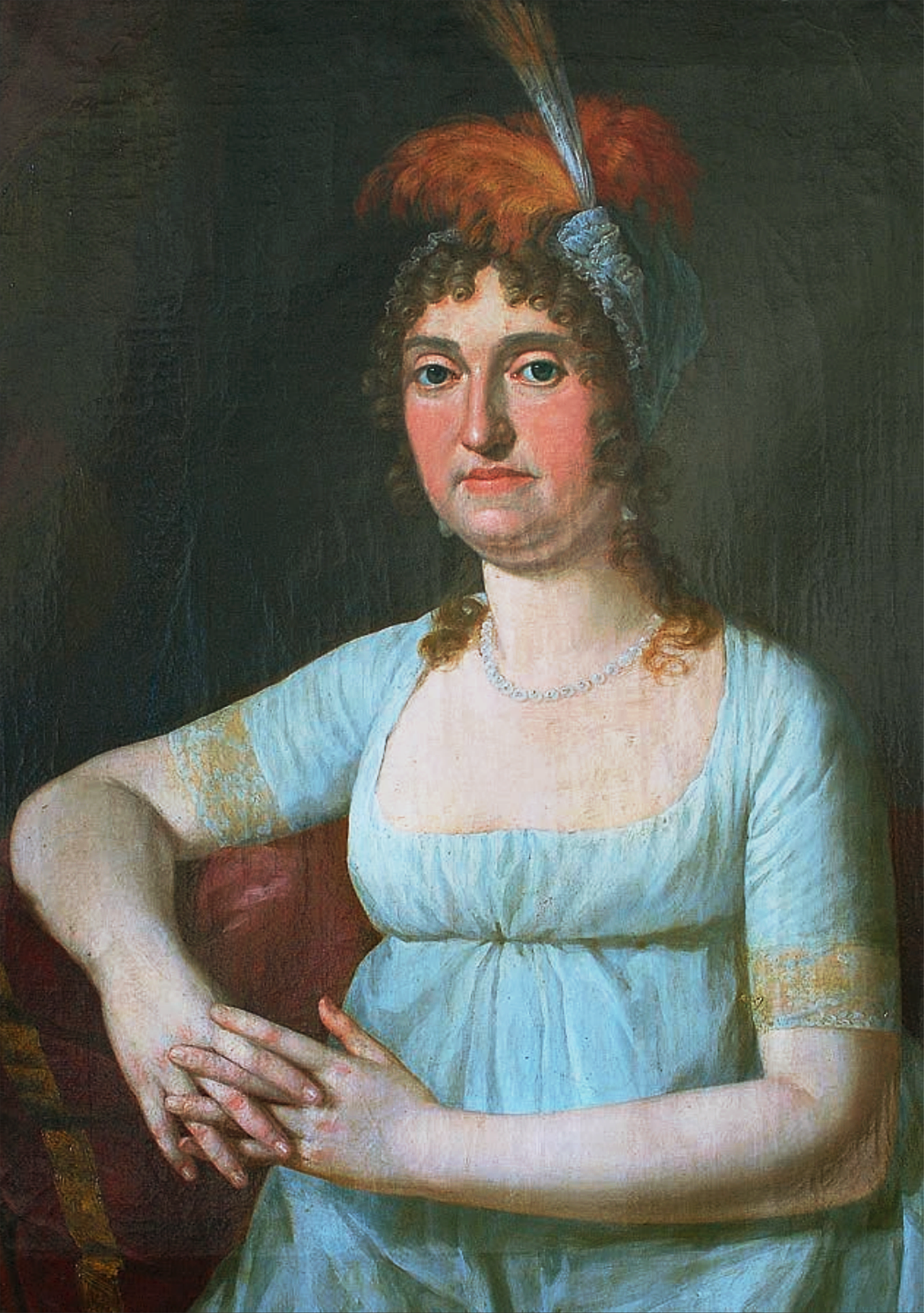
Maria Amalie von Sachsen, Herzogin von Pfalz-Zweibrücken, Rathaus

Maria Amalie Anna Josephina Antonia Justina Augusta Xaveria Aloysia Johanna Nepomucena Magdalena Walpurgis Katharina von Sachsen (* 26. September 1757 in Dresden; † 20. April 1831 in Neuburg an der Donau) war eine sächsische Prinzessin aus der albertinischen Linie der Wettiner und durch Heirat Herzogin von Pfalz-Zweibrücken. Maria Amalie war Äbtissin des Damenstifts St. Anna in München.

## Leben
Maria Amalie war das sechste Kind und die älteste Tochter des Kurfürsten Friedrich Christian (1722–1763) von Sachsen aus dessen Ehe mit Maria Antonia von Bayern (1724–1780), Tochter Kaiser Karls VII. Ihre Brüder waren die sächsischen Könige Friedrich August I. und Anton. Sie war zudem eine Cousine der Könige Ludwig XVI. von Frankreich und Karl IV. von Spanien sowie von Kaiserin Maria Ludovica.
Maria Amalie heiratete am 12. Februar 1774 in der Hauskapelle des Dresdener Schlosses Pfalzgraf Karl August von Pfalz-Birkenfeld-Bischweiler-Rappoltstein (1746–1795). Maria Amalies Bruder Friedrich August hatte bereits 1769 Amalie von Pfalz-Birkenfeld-Bischweiler-Rappoltstein, die Schwester des Bräutigams geheiratet. Maria Amalie stiftete ihr Brautkleid wie damals üblich der Kirche als Priestergewand. Es wird heute – zu einem Pluviale umgearbeitet – in der Homburger Kirche St. Michael aufbewahrt. Das Paar residierte nach der Vermählung auf Schloss Neuburg. Ein Jahr später wurde Karl August 1775 nach dem Tod seines Onkels Herzog von Pfalz-Zweibrücken und war eigentlich als Thronfolger in Bayern vorgesehen.

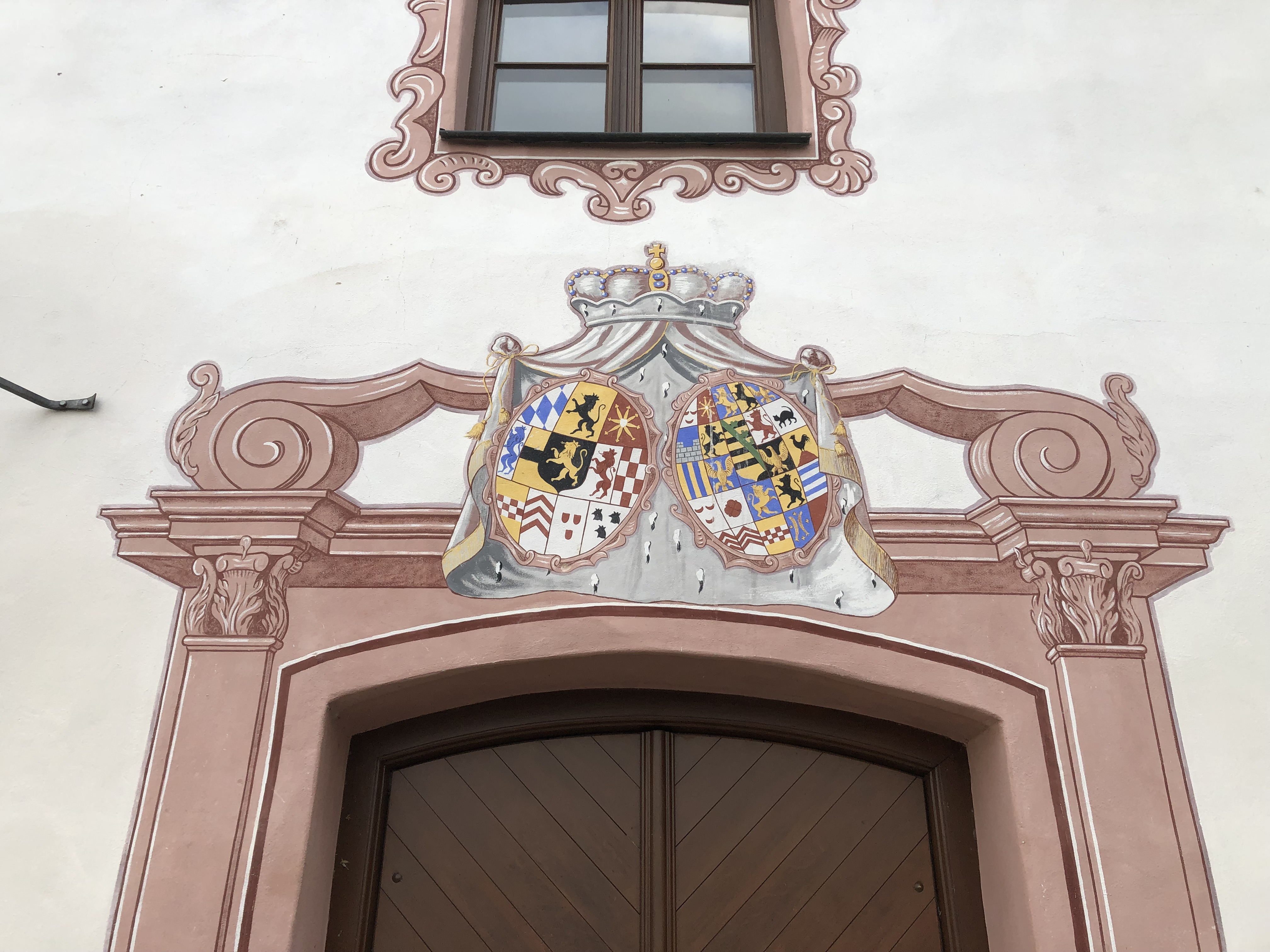
Wappen von Herzog Karl II. August von Pfalz-Zweibrücken und seiner Gemahlin Maria Amalie

Marie Amalie wurde nach dem Tod der Kurfürstin Elisabeth Auguste 1794 Großmeisterin des St. Elisabethenordens, in den sie 20 Jahre zuvor aufgenommen worden war. Nach dem Tod ihres Gemahls 1798 wurde sie daneben Äbtissin des Damenstifts St. Anna in München, dessen Statuten in ihrer Amtszeit mehrfach durch ihren Schwager Kurfürst bzw. König Maximilian Joseph geändert wurden. Nach dem Tod ihres Ehemannes im Jahr 1795 zog Maria Amalie ins Neuburger Schloss, wo sie bis zu ihrem Tod ein geselliges Leben führte. Sie ist in der Hofkirche in Neuburg an der Donau bestattet. Ihre umfangreiche Bibliothek wurde im Jahr 1834 in Neuburg an der Donau versteigert.

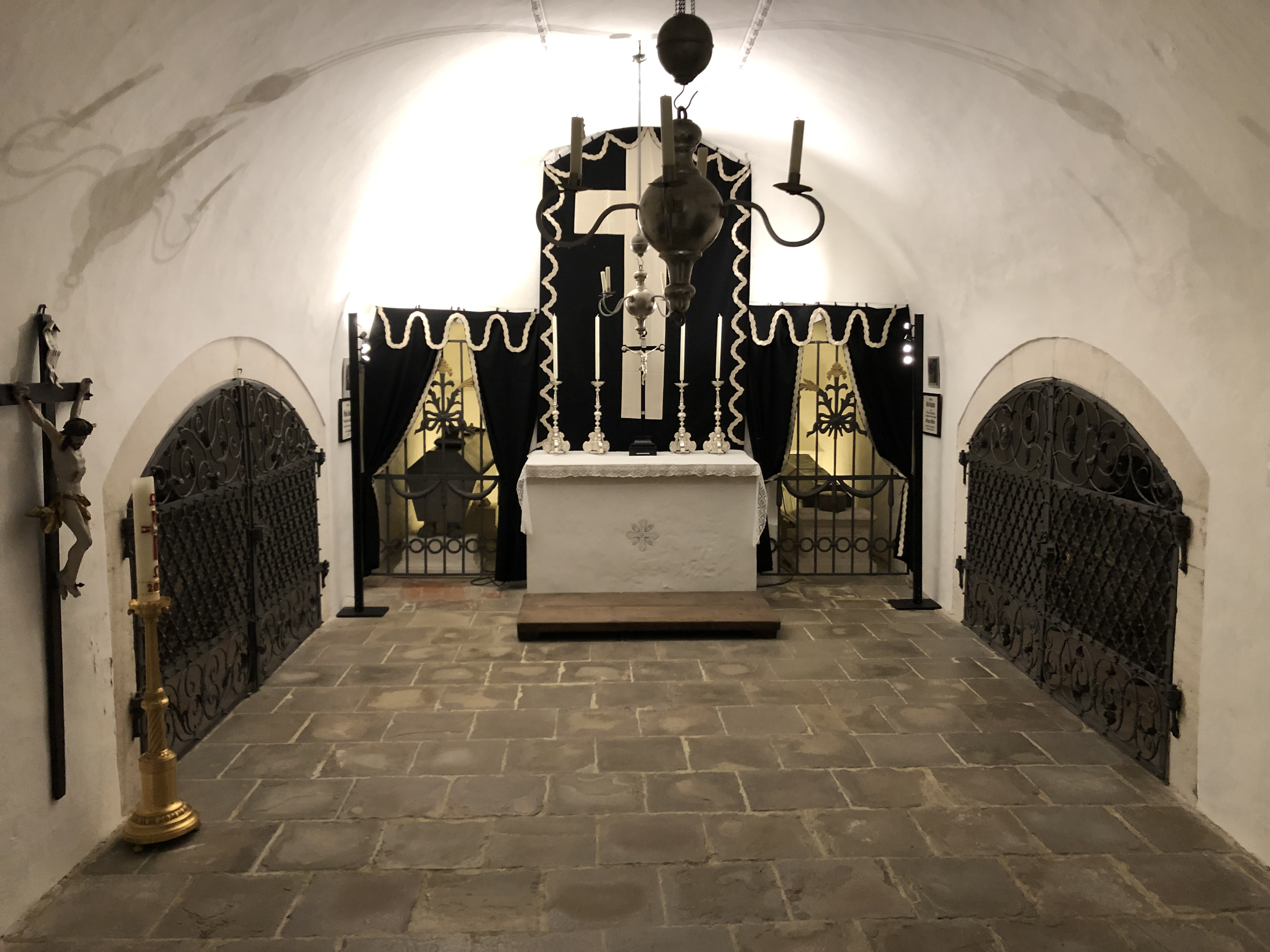
Fürstengruft in der Hofkirche in Neuburg an der Donau: In dem im Bild links zu sehenden Sarg ist Maria Amalie bestattet

## Nachkommen
Am 2. März 1776 gebar Maria Amalia von Sachsen ihrem Mann Karl II. August einen Sohn. Er wurde Karl August Friedrich genannt. Mit der Geburt des Erbprinzen von Pfalz-Birkenfeld-Zweibrücken schien die Zukunft des Hauses Wittelsbach nicht nur im pfalz-zweibrückischen Gebiet gesichert, denn über seinen Vater Karl II. August war Karl August Friedrich Präsumptiverbe der beiden Kurfürstentümer Pfalz und Bayern, da dessen Herrscher keine erbberechtigten Kinder hatten. Der während der Bauzeit von Schloss Karlsberg geborene Erbprinz starb am 21. August 1784 nach dreitägigen heftigen Fieberkrämpfen mit nur acht Jahren noch vor der Vollendung der Schlossanlage. Er blieb das einzige Kind des Pfalz-Zweibrücker Herzogspaares. Der Junge wurde am 9. September 1784 in der Fürstengruft der Zweibrücker Stadtkirche beigesetzt.

## Vorfahren
| Ahnentafel von Maria Amalie von Sachsen | Ahnentafel von Maria Amalie von Sachsen                                                          | Ahnentafel von Maria Amalie von Sachsen                                                                       | Ahnentafel von Maria Amalie von Sachsen                                                          | Ahnentafel von Maria Amalie von Sachsen                                                                             | Ahnentafel von Maria Amalie von Sachsen                                                           | Ahnentafel von Maria Amalie von Sachsen                                                          | Ahnentafel von Maria Amalie von Sachsen                                                          | Ahnentafel von Maria Amalie von Sachsen                                                                             |
| --------------------------------------- | ------------------------------------------------------------------------------------------------ | --- | ------------------------------------------------------------------------------------------------ | --- | ------------------------------------------------------------------------------------------------- | ------------------------------------------------------------------------------------------------ | ------------------------------------------------------------------------------------------------ | --- |
| Ururgroßeltern                          | Kurfürst Johann Georg III. (1647–1691) ⚭ 1666 Anna Sophie von Dänemark und Norwegen (1647–1717)  | Markgraf Christian Ernst von Brandenburg-Bayreuth (1644–1712) ⚭ 1671 Sophie Luise von Württemberg (1642–1702) | Kaiser Leopold I. (1640–1705) ⚭ 1676 Eleonore Magdalene von der Pfalz (1655–1720)                | Herzog Johann Friedrich von Braunschweig-Calenberg (1625–1679) ⚭ 1668 Benedicta Henriette von der Pfalz (1652–1730) | Kurfürst Ferdinand Maria von Bayern (1636–1679) ⚭ 1652 Henriette Adelheid von Savoyen (1636–1679) | König Johann III. Sobieski (1629–1696) ⚭ 1665 Maria Kazimiera Sobieska (1641–1716)               | Kaiser Leopold I. (1640–1705) ⚭ 1676 Eleonore Magdalene von der Pfalz (1655–1720)                | Herzog Johann Friedrich von Braunschweig-Calenberg (1625–1679) ⚭ 1668 Benedicta Henriette von der Pfalz (1652–1730) |
| Urgroßeltern                            | König August II. (1670–1733) ⚭ 1693 Christiane Eberhardine von Brandenburg-Bayreuth (1671–1727)  | König August II. (1670–1733) ⚭ 1693 Christiane Eberhardine von Brandenburg-Bayreuth (1671–1727)               | Kaiser Joseph I. (1678–1711) ⚭ 1699 Wilhelmine Amalie von Braunschweig-Lüneburg (1673–1742)      | Kaiser Joseph I. (1678–1711) ⚭ 1699 Wilhelmine Amalie von Braunschweig-Lüneburg (1673–1742)                         | Kurfürst Maximilian II. Emanuel (1662–1726) ⚭ 1695 Therese Kunigunde von Polen (1676–1730)        | Kurfürst Maximilian II. Emanuel (1662–1726) ⚭ 1695 Therese Kunigunde von Polen (1676–1730)       | Kaiser Joseph I. (1678–1711) ⚭ 1699 Wilhelmine Amalie von Braunschweig-Lüneburg (1673–1742)      | Kaiser Joseph I. (1678–1711) ⚭ 1699 Wilhelmine Amalie von Braunschweig-Lüneburg (1673–1742)                         |
| Großeltern                              | König August III. (1696–1763) ⚭ 1719 Maria Josepha von Österreich (1699–1757)                    | König August III. (1696–1763) ⚭ 1719 Maria Josepha von Österreich (1699–1757)                                 | König August III. (1696–1763) ⚭ 1719 Maria Josepha von Österreich (1699–1757)                    | König August III. (1696–1763) ⚭ 1719 Maria Josepha von Österreich (1699–1757)                                       | Kaiser Karl VII. (1697–1745) ⚭ 1722 Maria Amalia von Österreich (1701–1756)                       | Kaiser Karl VII. (1697–1745) ⚭ 1722 Maria Amalia von Österreich (1701–1756)                      | Kaiser Karl VII. (1697–1745) ⚭ 1722 Maria Amalia von Österreich (1701–1756)                      | Kaiser Karl VII. (1697–1745) ⚭ 1722 Maria Amalia von Österreich (1701–1756)                                         |
| Eltern                                  | Kurfürst Friedrich Christian von Sachsen (1722–1763) ⚭ 1747 Maria Antonia von Bayern (1724–1780) | Kurfürst Friedrich Christian von Sachsen (1722–1763) ⚭ 1747 Maria Antonia von Bayern (1724–1780)              | Kurfürst Friedrich Christian von Sachsen (1722–1763) ⚭ 1747 Maria Antonia von Bayern (1724–1780) | Kurfürst Friedrich Christian von Sachsen (1722–1763) ⚭ 1747 Maria Antonia von Bayern (1724–1780)                    | Kurfürst Friedrich Christian von Sachsen (1722–1763) ⚭ 1747 Maria Antonia von Bayern (1724–1780)  | Kurfürst Friedrich Christian von Sachsen (1722–1763) ⚭ 1747 Maria Antonia von Bayern (1724–1780) | Kurfürst Friedrich Christian von Sachsen (1722–1763) ⚭ 1747 Maria Antonia von Bayern (1724–1780) | Kurfürst Friedrich Christian von Sachsen (1722–1763) ⚭ 1747 Maria Antonia von Bayern (1724–1780)                    |
| Maria Amalie von Sachsen                |                                                                                                  | |                                                                                                  | |                                                                                                   |                                                                                                  |                                                                                                  | |